# Catalogo van den Bergh

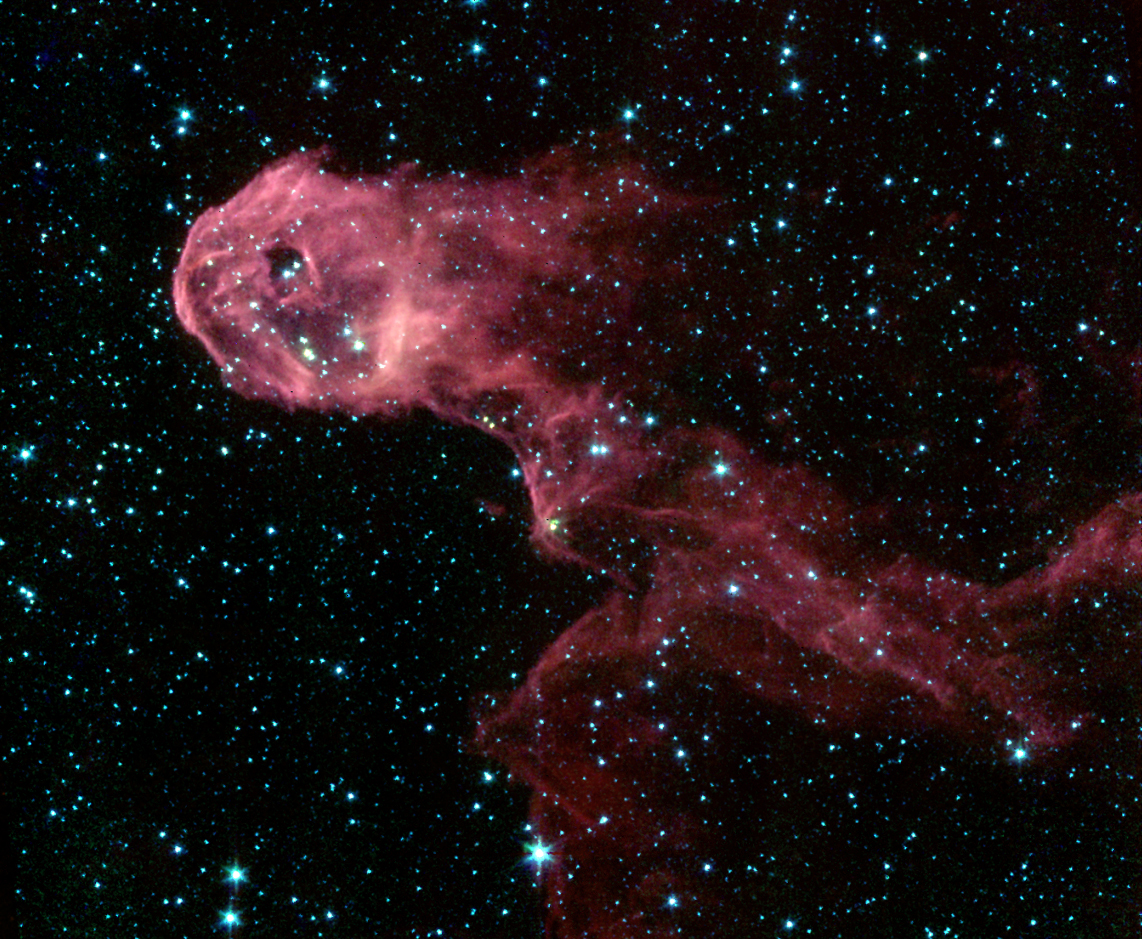
La nebulosa vdB 142, nella costellazione di Cefeo.

In astronomia, il Catalogo van den Bergh delle nebulose a riflessione è un catalogo astronomico che conta 158 nebulose a riflessione; secondo le intenzioni dell'autore, Sidney van den Bergh, questo catalogo indicizza tutte le stelle dei cataloghi BD e CD a nord dei 33° di declinazione sud circondate da nebulose a riflessione visibili sia nelle stampe in blu che in quelle in rosso del Palomar Sky Survey. 
La sigla utilizzata nelle carte celesti per gli oggetti di questo catalogo è vdB seguito dal numero dell'oggetto; tuttavia, poiché come spesso accade, molti oggetti hanno più designazioni, si tende a indicare il numero del Catalogo Van den Bergh solo in mancanza di alcuni cataloghi meglio noti, come il Catalogo di Messier (M), il New General Catalogue (NGC) o l'Index Catalogue (IC).
Le nebulose di questo catalogo più vicine a noi si trovano lungo la Cintura di Gould, mentre le più lontane si trovano sul piano galattico o in bracci di spirale adiacenti al nostro. Fra le nebulose si osservano 13 associazioni, alcune delle quali coincidono con alcune associazioni OB note; altre nebulose sono invece illuminate dalla luce diffusa della stessa Via Lattea. Interessante notare come la radiazione maggiore non si trova esattamente sul piano galattico, ma subito sopra e sotto, questo a causa del fatto che sull'equatore galattico la luce viene maggiormente attenuata dalle nebulose oscure.

## Oggetti notevoli
- vdB 5 (Sh-2 185 - Nube di γ Cassiopeiae)
- vdB 17 (NGC 1333)
- vdB 21 (Nube nelle Pleiadi)
- vdB 34 (IC 405)
- vdB 52 (NGC 2023)
- vdB 59 (M78)
- vdB 60 (NGC 2071)
- vdB 66 (NGC 2149)
- vdB 139 (NGC 7023)
- vdB 140 (nel Complesso di Cefeo)
- vdB 142 (nel Complesso di Cefeo)